# Mezinárodní letiště Čcheng-tu Šuang-liou
Mezinárodní letiště Čcheng-tu Šuang-liou (IATA: CTU, ICAO: ZUUU, čínsky v českém přepisu Čcheng-tu Šuang-liou Kuo-ťi Ťi-čchang, pchin-jinem Chéngdū Shuāngliú Guójì Jīchǎng, znaky zjednodušené 成都双流国际机场, tradiční 成都雙流國際機場) je mezinárodní letiště u města Čcheng-tu, hlavního města provincie S’-čchuan v Čínské lidové republice. Leží šestnáct kilometrů jihozápadně od centra města v okrese Šuang-liou. V roce 2014 jím prošlo zhruba 37,5 miliónu cestujících a patřilo tak do desítky největších čínských letišť.
Koncem roku 2017 by měla být otevřena linka 10 místní sítě metra, která povede z centra na letiště v Šuang-liou.

## Dějiny
Bylo založeno v roce 1938 jako letecká základna pro účely Druhé čínsko-japonské války, v roce 1944 rozšířeno a v roce 1956 předěláno na civilní.